# Peron (Limbangan)
Peron is een bestuurslaag in het regentschap Kendal van de provincie Midden-Java, Indonesië. Peron telt 3060 inwoners (volkstelling 2010).